# Mohammed Maran
Mohammed Khalil Maran (tiếng Ả Rập: محمد خليل مران, sinh ngày 15 tháng 2 năm 2001) là một cầu thủ bóng đá người Ả Rập Xê Út hiện thi đấu ở vị trí tiền đạo cho câu lạc bộ Al-Nassr.